# Stare Gronowo (gromada)
Stare Gronowo – dawna gromada, czyli najmniejsza jednostka podziału terytorialnego Polskiej Rzeczypospolitej Ludowej w latach 1954–1972.
Gromady, z gromadzkimi radami narodowymi (GRN) jako organami władzy najniższego stopnia na wsi, funkcjonowały od reformy reorganizującej administrację wiejską przeprowadzonej jesienią 1954 do momentu ich zniesienia z dniem 1 stycznia 1973, tym samym wypierając organizację gminną w latach 1954–1972.
Gromadę Stare Gronowo z siedzibą GRN w Starym Gronowie utworzono – jako jedną z 8759 gromad na obszarze Polski – w powiecie złotowskim w woj. koszalińskim na mocy uchwały nr 43/54 WRN w Koszalinie z dnia 5 października 1954. W skład jednostki weszły obszary dotychczasowych gromad Stare Gronowo (bez obszaru łąk i RZS Białobłocie, włączonych do gromady Batorowo) i Nowe Gronowo ze zniesionej gminy Stare Gronowo w tymże powiecie. Dla gromady ustalono 10 członków gromadzkiej rady narodowej.
31 grudnia 1961 do gromady Stare Gronowo włączono obszar zniesionej gromady Batorowo (oprócz wsi Batorówko) w tymże powiecie.
31 grudnia 1971 z gromady Stare Gronowo wyłączono wsie Batorowo i Białobłocie, włączając je do gromady Lipka w powiecie złotowskim, po czym gromadę Stare Gronowo włączono do powiatu człuchowskiego w tymże województwie, gdzie równocześnie została zniesiona, a jej (pozostały) obszar włączony do gromady Debrzno w powiecie człuchowskim.